# Souda
Souda (griechisch Σούδα) ist ein Gemeindebezirk auf Kreta und gehört seit der Verwaltungsreform 2010 zu Chania. Die Bucht von Souda ist einer der tiefsten natürlichen Häfen des Mittelmeeres und leicht zu verteidigen. Sie wird nach Norden von der Halbinsel Akrotiri eingeschlossen. Heute findet sich dort ein wichtiger Fährhafen und Marinestützpunkt mit einem NATO-Stützpunkt. Außerdem trägt ein Inselchen in der Bucht denselben Namen sowie der militärische Teil des Flughafens Chania wird als Souda Air Base bezeichnet.

## Lage
Souda liegt 6,5 Kilometer östlich des Zentrums von Chania in dichtbesiedeltem Gebiet. Heute ist Souda der Anlegeplatz für die Fähren von Piräus. Ein Kornsilo überragt die Stadtsilhouette.

## Gliederung
Der Stadtbezirk Souda (6418 Einwohner) ist der Hauptort des Gemeindebezirks mit dem Rathaus, zu ihm gehört auch das östlich gelegene Dorf Platani. Im Hinterland befindet sich die Ortsgemeinschaft Tsikalaria (1545 Einwohner), an der Küste östlich die Ortsgemeinschaft Aptera (479 Einwohner) mit den Siedlungen Aptera und Kalami.

## Geschichte

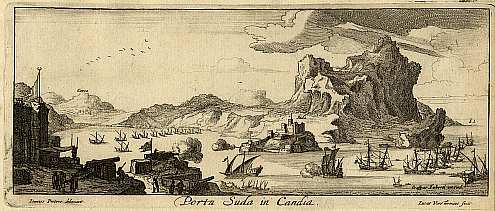
Porta Suda (Stich von 1690)

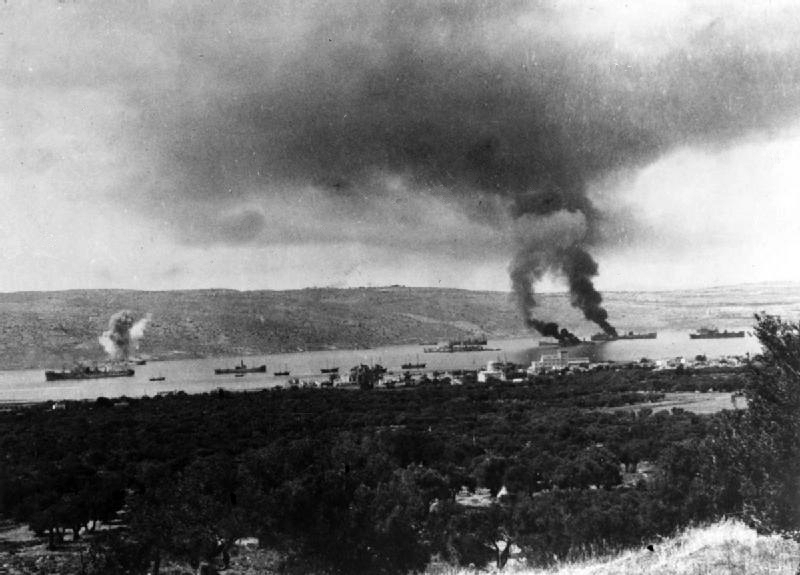
Brennende Schiffe im 2. Weltkrieg

Der Ort ist relativ jung. Unter türkischer Herrschaft war Souda als Tuzla bekannt, die türkische Bezeichnung für Solebecken. Die Siedlung wurde daher vornehmlich auf Salzmarschen gebaut.
Am 14. und 15. Juni 1825 fand die Schlacht von Souda zwischen den Osmanen und den Griechen während der Griechischen Revolution statt. Etwa 1870 begann der Ort zu wachsen, während der Hafen an Bedeutung gewann.
Während des Zweiten Weltkriegs war Souda bei der Luftlandeschlacht um Kreta („Unternehmen Merkur“) vom 20. Mai bis zum 1. Juni 1941 eines der wichtigsten Angriffsziele zur Besetzung der Insel.
Am 26. März 1941 wurden der britische Kreuzer York sowie der norwegische Tanker Pericles beim Angriff auf die Souda-Bucht von italienischen Sprengbooten einsatzunfähig gemacht und wenige Tage später durch einen deutschen Luftangriff versenkt.

## Sehenswürdigkeiten

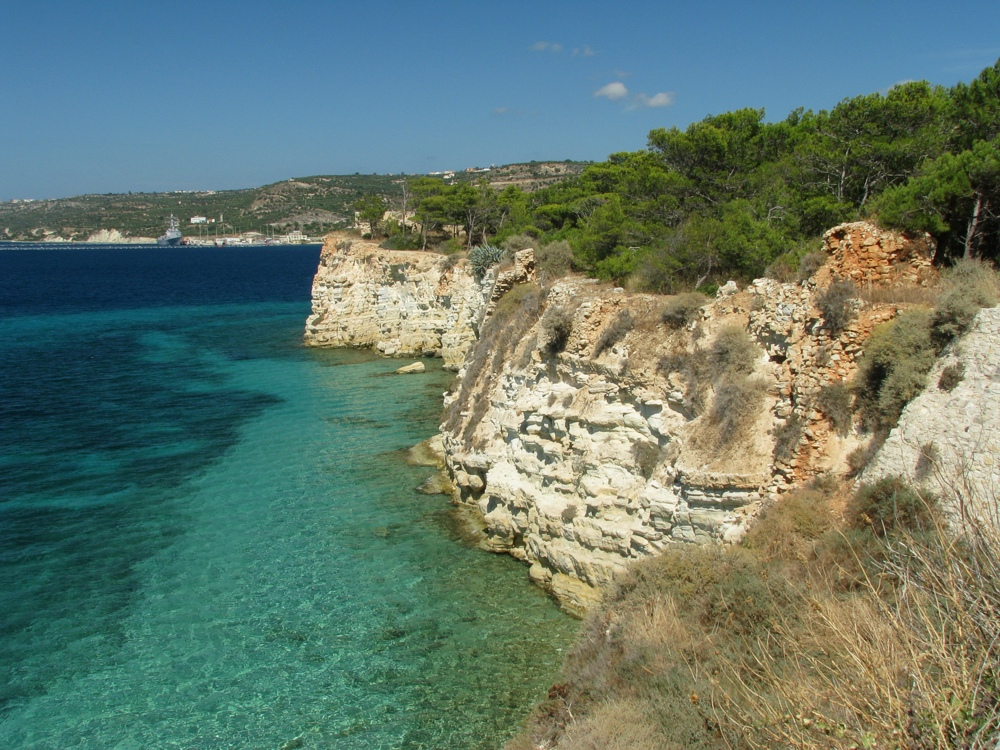
Steilküste von Souda

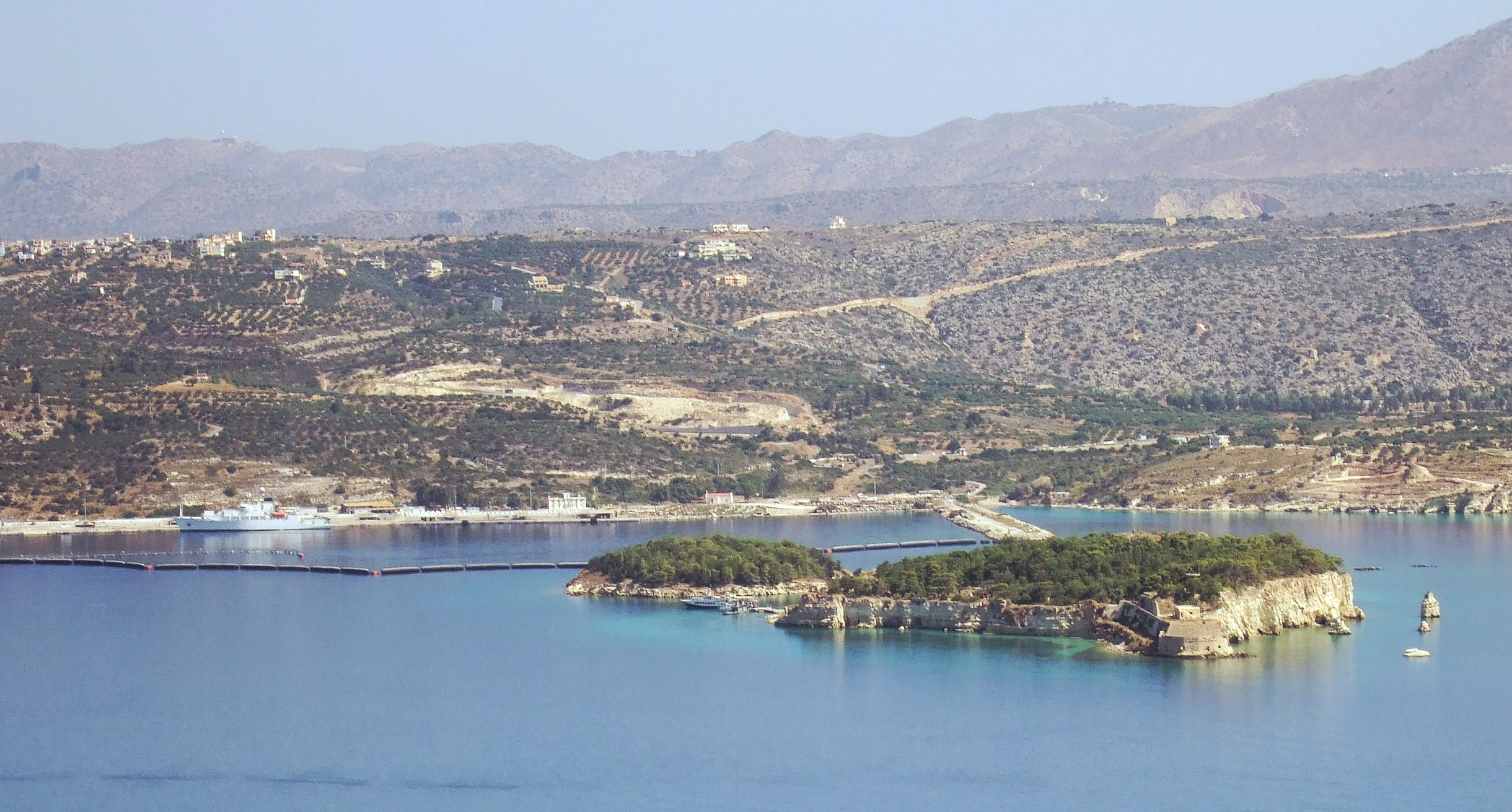
Kleine gleichnamige Insel Souda, rechts davon Leon

Souda ist kein Touristenzentrum. Am Ufer der Bucht auf der Landbrücke zur Akrotiri-Halbinsel liegt auch der Souda Bay War Cemetry (Kriegsgräberstätte in der Souda-Bucht) mit Gräbern von überwiegend englischer, neuseeländischer und australischer Soldaten aus dem Zweiten Weltkrieg. Auch der Archäologe John Pendlebury ist auf diesem Friedhof begraben, der für die Britische Schule in Athen Kurator in Knossos war und auch während des Zweiten Weltkrieges die Ausgrabungen fortsetzte.

## Sonstige Einrichtungen
Am Südufer der Bucht befindet sich auch die Akademie der griechischen Handelsmarine. Nahe dem Fährhafen befindet sich zudem ein Marinehospital.